# Egirozaur
Egirozaur (Aegirosaurus) – rodzaj ichtiozaura z rodziny oftalmozaurów. Żył w późnej jurze (kimeryd, tyton) (około 150 milionów lat temu), znaleziony w Bawarii. Znany jest tylko jeden gatunek: Aegirosaurus leptospondylus. 